# Chrysoblephara
Chrysoblephara là một chi bướm đêm thuộc họ Geometridae.

## Các loài
- Chrysoblephara chrysoteucta (Prout, 1926)